# Zeliomima caudata
Zeliomima caudata är en tvåvingeart som beskrevs av Louis-Paul Mesnil 1976. Zeliomima caudata ingår i släktet Zeliomima och familjen parasitflugor.
Artens utbredningsområde är Madagaskar. Inga underarter finns listade i Catalogue of Life.